# Huperzia medogensis
Huperzia medogensis är en lummerväxtart som beskrevs av Ren Chang Ching och Ling. Huperzia medogensis ingår i släktet lopplumrar, och familjen lummerväxter. Inga underarter finns listade i Catalogue of Life.